# Turdus chrysolaus
El zorzal cabecipardo o mirlo de pico rojo (Turdus chrysolaus) es una especie de ave paseriforme de la familia de los túrdidos. Se distribuye en el este de Asia.

## Distribución y hábitat
Su hábitat natural son los bosques templados de China, Japón, Corea del Norte, Corea del Sur, Filipinas, Rusia y Taiwán.
Está clasificado como de preocupación menor por la IUCN, debido a su amplia gama de distribución.